# ۵ اردیبهشت
۵ اردیبهشت سی و ششمین روز سال در گاه‌شماری خورشیدی است. به پایان سال ۳۲۹ روز (۳۳۰ روز در سال کبیسه) باقی‌است.

## رویدادها
- ۱۳۴۸ - فرانسه - فرح پهلوی به همراهی آندره مالرو در پاریس خانه ایران را در خیابان شانز الیزه افتتاح کرد.
- ۱۳۸۸ - ایران - نماد سبز به عنوان نمادی از آیین اسلام و پیشرفت ایران توسط ستاد انتخاباتی میر حسین موسوی انتخاب و تصویب شد.
- ۱۳۸۸ - ایران - ماهواره امید (نخستین ماهواره ساخت ایران) با جو غلیظ مناطق غربی آمریکای جنوبی و اقیانوس آرام برخورد کرده و به عمر ۹۴ روزه خود پایان داده.
- ۱۳۹۴ - حادثه اردیبهشت ۱۳۹۴ هواپیمایی زاگرس
- ۱۴۰۰ - انتشار مصاحبه محمدجواد ظریف با سعید لیلاز توسط ایران اینترنشنال

## مناسبت‌ها
- آغاز هفته کار و کارگر
- روز پلیس قضایی

## زادروزها
- ۱۲۹۹ - جلیل ضیاءپور، پدر نقاشی مدرن (درگذشته ۱۳۷۸)
- ۱۳۲۲ - احمد کامیابی مسک، نویسنده، مترجم و استاد تئاتر
- ۱۳۴۱ - عمادالدین باقی، تاریخ‌دان، نویسنده، فعال حقوق بشر، روزنامه‌نگار
- ۱۳۵۲ - آریا عظیمی‌نژاد، موسیقی‌دان و آهنگساز
- ۱۳۶۲ - سهراب پورناظری موسیقی‌دان و آهنگ‌ساز
- ۱۳۶۷ - بهرام نورایی، خواننده سبک رپ
- ۱۳۶۸ - آرمین ۲ای‌اف‌ام، خواننده سبک‌های رپ و پاپ
- ۱۳۷۳ - سعید صادقی، بازیکن فوتبال
- ۱۳۷۳ - بهشت سرسیفی برنامه نویس نرم افزار های ERP

## درگذشت‌ها
- ۱۳۸۸ - بیژن ترقی، شاعر و ترانه‌سرا (زادهٔ ۱۳۰۸)
- ۱۳۹۲ - امیر حسین فردی، نویسنده و روزنامه‌نگار (زادهٔ ۱۳۲۸)
- ۱۳۹۹- ابراهیم امینی فقیه، مجتهد شیعه، عضو مجلس خبرگان رهبری (زادهٔ ۱۳۰۴)
- ۱۴۰۱ – محمدعلی اسلامی ندوشن، شاعر و نویسنده (زادهٔ ۱۳۰۷)